# Temu giring
Curcuma heyneana
Espèce
Classification phylogénétique
Le Temu giring (Curcuma heyneana) est une espèce de plante herbacée rhizomateuse vivace du genre Curcuma de la famille des Zingibéracées.
Originaire de l'île de Java.
On l'appelle en Javanais "Temu giring" ou "Temu reng".

## Utilisation
On s'en sert comme plante médicinale dans la médecine traditionnelle javanaise.
Ces herbes sont efficaces en tant que vermifuges car elles contiennent du Citrate de pipérazine, qui est connu pour repousser les attaques d'Ascaridiose.